# 米尔地区霍夫基兴
米尔地区霍夫基兴是奥地利上奥地利州罗尔巴赫县的一个市镇。总面积23平方公里，总人口1425人，人口密度62.0人/平方公里（2005年）。